# 3143 Genecampbell
3143 Genecampbell (1980 UA) là một tiểu hành tinh vành đai chính được phát hiện ngày 31 tháng 10 năm 1980 bởi Harvard College ở trạm Agassiz.